# 双福站
双福站是一个成昆线上的铁路车站，位于四川省峨眉山市双福镇，建于1965年，目前为四等站，邮政编码为614213。车站在复线化改造后设有4条股道（含2条正线），目前不办理客运业务，货运仅办理专用线、专用铁路货运业务，设有通往中铁二局集团新运工程和中国核工业集团红华实业有限公司的专用铁路。

## 事件
2005年7月18日晚11时，10864次运行至双福至峨眉区间时，两个押运员被几名男子用刀和木棍劫持，随后将车厢里重约4.5吨的生铁掀下列车，然后在列车停站时逃跑。